# スカイクレーン (着陸システム)

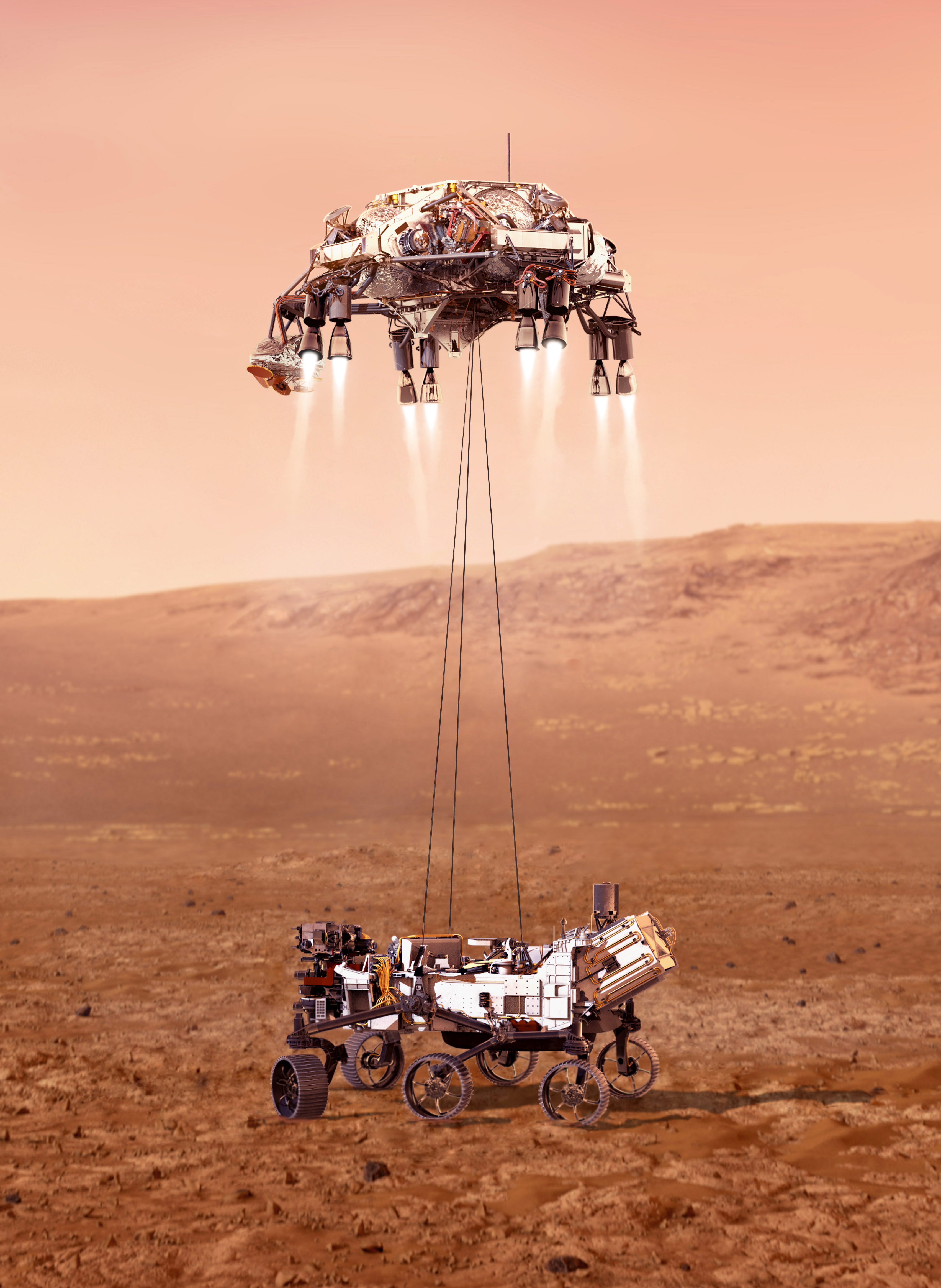
パーサヴィアランスを吊り下げているスカイクレーンのイラスト

スカイクレーン(英ːSky crane)は、 NASAジェット推進研究所が2台の最大の火星探査車、キュリオシティとパーサヴィアランスのために開発した、突入、降下、着陸（EDL）シーケンスの最後の部分で使用される軟着陸システムである。オポチュニティなど以前の探査車は着陸にエアバッグを使用していたが、キュリオシティとパーサヴィアランスはどちらもこの方法で着陸するには重すぎた。代わりに、パラシュートとスカイクレーンを組み合わせた着陸システムが開発された。スカイクレーンは、軟着陸するまでの間3本のナイロンテザーで探査車を吊り下げる、8つのエンジンを備えたプラットフォームである。
このシステムは旧来のシステムよりはるかに正確な地点に着陸できる。マーズ・エクスプロレーション・ローバーは93マイル×12マイル（150×20キロメートル）の着陸楕円内に着陸できたが、マーズ・サイエンス・ラボラトリーは12マイル（20キロメートル）の円内に着陸できた。 マーズ2020では更に正確になり 7.7 × 6.6 kmの楕円内に着陸できる。
EDLは宇宙船が火星の大気圏の最上部に到達したときから始まる。エンジニアたちは火星着陸にかかる時間を「恐怖の7分間」と呼んでいる。

## 背景

### 採用の経緯
NASAの最初の探査車であるソジャーナ（火星探査機パスファインダーに搭載）と双子の探査車スピリットとオポチュニティは、着陸にパラシュート、逆噴射ロケット、エアバッグを組み合わせて使用した。 2011年に打ち上げられたキュリオシティは重量が約900kgで、この方法で着陸するには重すぎた。必要なエアバッグはロケットで打ち上げるには重すぎるためだ。 代わりに、保護エアロシェル、超音速パラシュート、スカイクレーンを組み合わせた着陸システムが、アダム・ステルツナー率いるジェット推進研究所（JPL）で開発された。 スカイクレーンは「探査車に取り付けられた8つのロケットジェットパック」である。
ロープで荷物を上から吊り下げるというアイデアは、1999年当時、「ローバー・オン・ア・ロープ」と呼ばれ、月着陸船からSF映画に至るまで、ロケットエンジンは下についているのが当たり前という固定観念に真っ向から反している非常に斬新なものであった。
当初、懐疑派からこのアーキテクチャに固有の 2 体振り子のダイナミクスについて懸念が表明され、このアイデアは却下された。2 つの物体がテザーで接続されているため、結果として生じる可能性のある揺れる振り子の運動の潜在的なカオス的な振る舞いが懸念された。スカイクレーンはヘリコプターに似ていて、チームはシコルフスキーS-64 スカイクレーンヘリコプターのエンジニアとパイロットの意見も参考にした。ヘリコプターによる前例は荷物を下に吊り下げる方式が十分に制御可能であることを示していた。1年後、懐疑派 (バイキング、アポロ、デルタ クリッパー再使用型ロケット プログラムのベテランなど) を集め再び議論した結果、懐疑派は納得し、チームはこのアイデアの実現性に確信を持った。
チームは以前のミッションで利用できたものよりも桁違いに優れた分析およびシミュレーション ツールを利用できた。コンピューターの能力が高まれば、仮想テストも向上する。彼らは 200 万回以上のモンテ カルロ着陸シミュレーション (ランダムに生成された一連のイベントをコンピューターで再生する) を実行し、過去の火星着陸よりもリスクは低く、成功する可能性は非常に高いと考えた。

### 過去の遺産
キュリオシティチームは、古いバイキング着陸システムのスロットルエンジンMR-80を「アップグレードして再発明」し、以前のローバーの着陸経験をスカイクレーンの開発に活用した。開発された可変推力一液式ヒドラジンスラスタは、火星着陸エンジン（MLE）と呼ばれ、 400～3,100 N（90～697 lbf）の推力を出せる。キャビテーションベンチュリバルブで流量を調整することでスロットルを調節する。スカイクレーン方式になったことで、ロケット噴射の地面反射を気にする必要が無くなり、バイキングの時よりシンプルな単一ノズルになった。 

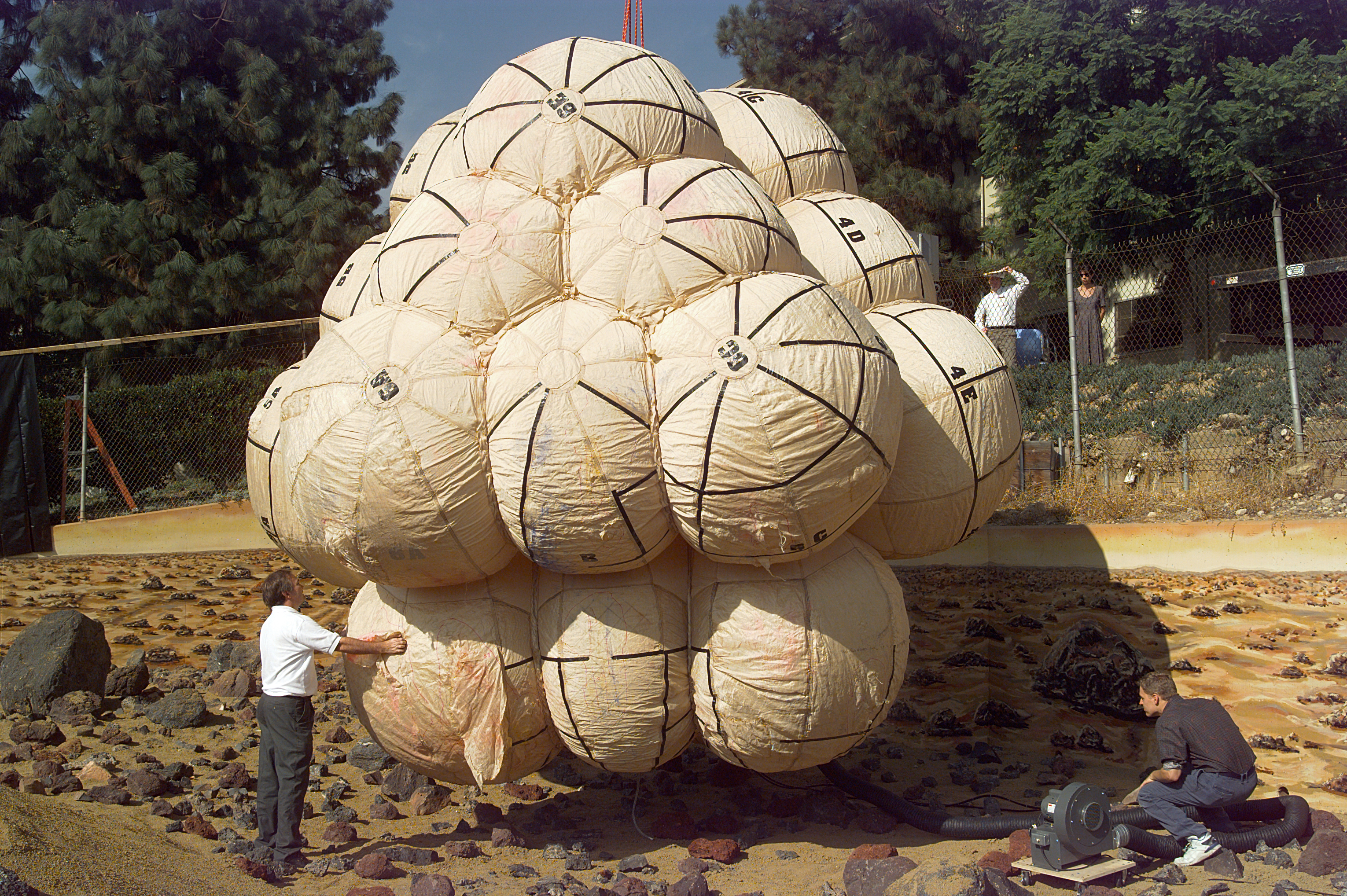
ソジャーナ、スピリット、オポチュニティ探査車に使用されたエアバッグ
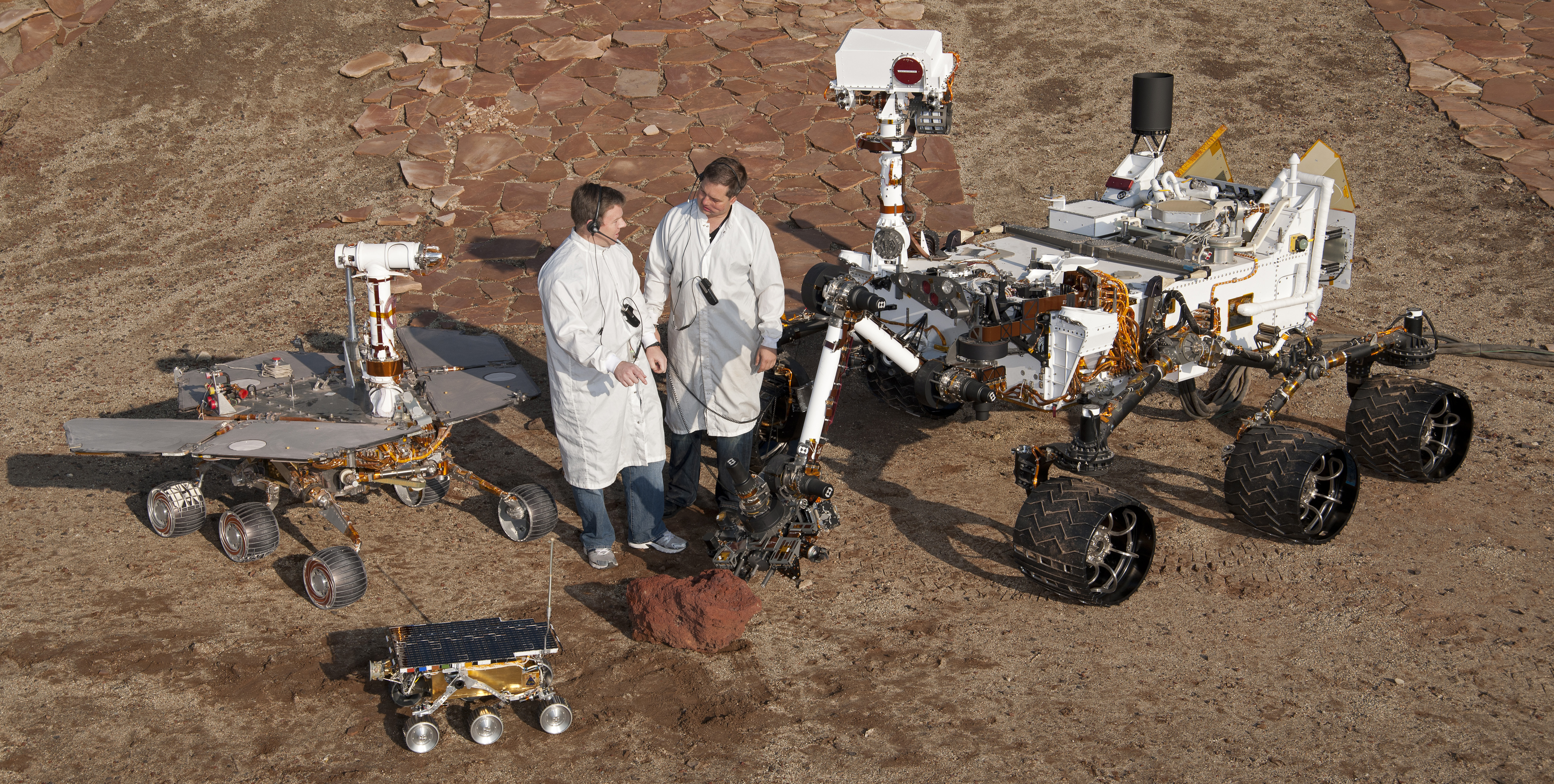
ソジャーナ、マーズ・エクスプロレーション・ローバー、キュリオシティの比較
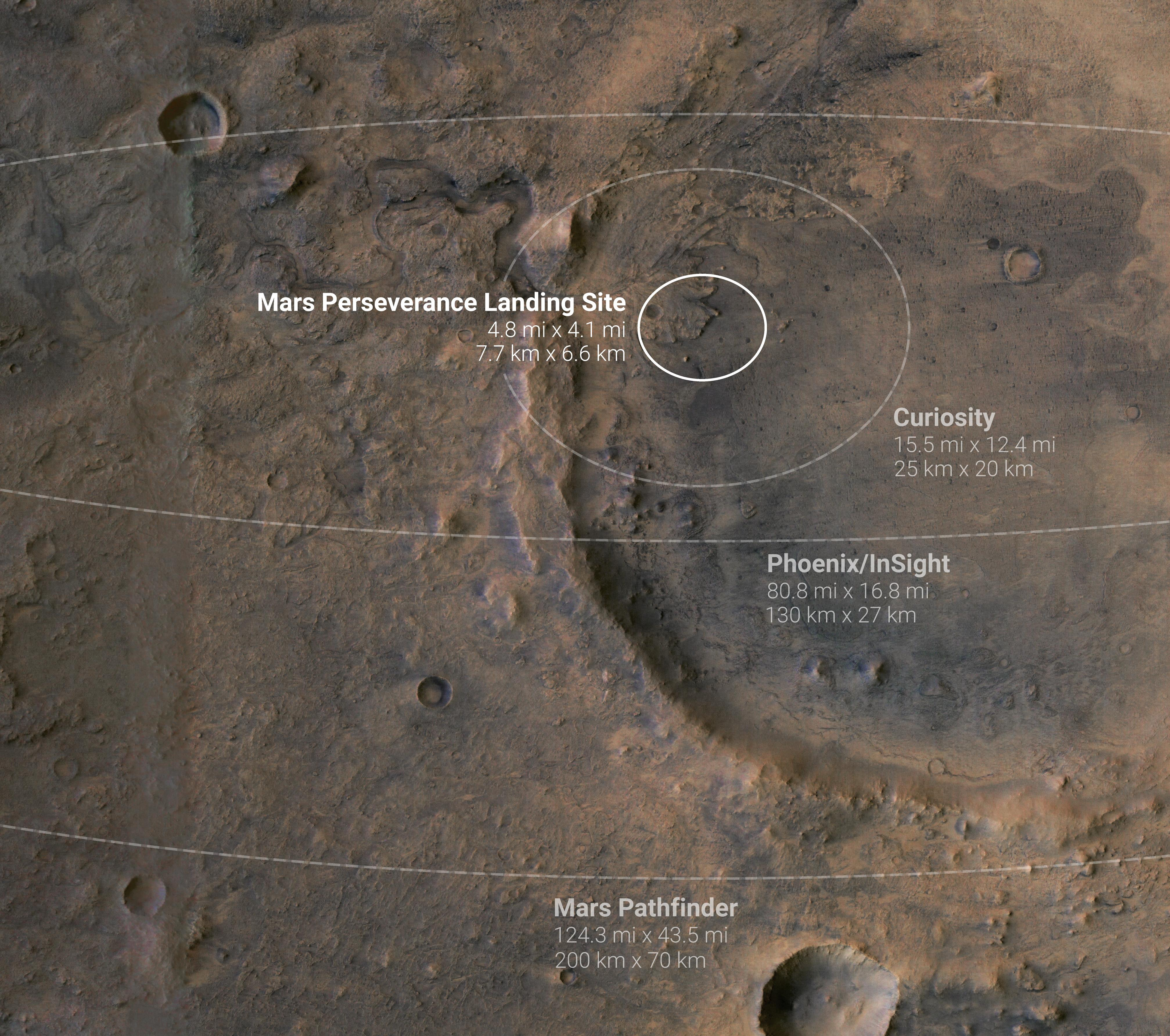
パーサヴィアランス、キュリオシティ、インサイト探査機、フェニックス探査機、マーズ・パスファインダーの着陸楕円の比較。

## 利点
- ロケット噴射の反射を抑えられる
ロケットの噴煙が反射すると衝撃波や吹き飛んだ石などが機体を破損する恐れがある。 地上のロケット発射台では煙道やデフレクタを使用して噴射を遠ざけるが、スカイクレーンなら地上設備なしで噴射の影響を遠ざけられる。[11]

- 着陸脚を省略できる
機体の下にロケットをつけると、ロケット噴射から遠ざけるために着陸脚が必要になるが、スカイクレーンでは不要である。代わりにローバー自身の車輪で接地する。着陸脚分重量の削減とコスト削減が可能になる。[11]

- 着地の安定性が高い
ローバー自身の車輪で着陸することにより、ローバーが適応可能な地形ならどこでも着陸できる。長い着陸脚を持たない分重心が低く安定する。6つのサスペンションつき車輪は地形に合わせて車輪の高さを変えられる。結果着陸脚を用いる場合は逆噴射ロケットの燃焼が数ミリ秒長すぎるだけでも着陸機が転倒する恐れがあるのに対し、キュリオシティのような車輪付きローバーには、ローバーと降下段をつなぐブリードを切断する余裕が 1.5 秒もある。[12]

- 衝撃が小さい
スピリット、オポチュニティの着陸に使ったエアバッグは15m以上の高さに跳ね上がり15回以上もバウンドしながら数百メートル転がって停止する。この方法では衝撃が大きくキュリオシティ程の重量になれば衝撃を吸収するため非現実的に大きなエアバッグが必要になる。[13]